# Gare de L’Hôpital-du-Grosbois
Gare de L'Hôpital-du-Grosbois vasútállomás Franciaországban, L'Hôpital-du-Grosbois településen.

## Vasútvonalak
Az állomást az alábbi vasútvonalak érintik:
- Besançon-Viotte–Le Locle-vasútvonal
- Ligne de L'Hôpital-du-Grosbois à Lods

## Kapcsolódó állomások
A vasútállomáshoz az alábbi állomások vannak a legközelebb:
- Gare de Mamirolle (Besançon-Viotte–Le Locle-vasútvonal)
- Gare d’Étalans (Besançon-Viotte–Le Locle-vasútvonal)